# شهرستان سمپسون (کارولینای شمالی)
شهرستان سمسون، کارولینای شمالی (به انگلیسی: Sampson County, North Carolina) یک سکونتگاه مسکونی در ایالات متحده آمریکا است که در کارولینای شمالی واقع شده‌است.

## خصوصیات
شهرستان سمسون ۲٬۴۵۲٫۷۳ کیلومترمربع مساحت دارد.